# 駝鹿
駝鹿（Alces alces），是世界上最大的鹿科動物，是駝鹿屬下的唯一種。以雄性的掌形鹿角為特徵。

## 名稱
駝鹿的名稱取意於其肩高於臀，與駱駝相似。又稱堪達罕、犴达罕、犴，均來自滿語“ᡴᠠᠨᡩᠠᡥᠠᠨ”（转写：kandahan）。

駝鹿在北美洲稱為「moose」（源於東阿布納基語的「moz」），而在歐洲稱為「elk」（「elk」在北美洲被用來稱呼加拿大馬鹿）。

## 棲息地及分佈
駝鹿一般出沒於北半球溫帶至亞北極氣候的針葉林及混交林。在中國，牠們僅分佈在大興安嶺及小興安嶺北部。在北美洲，牠們分佈在加拿大、阿拉斯加、新英格蘭的大部份地區、洛磯山脈、明尼蘇達州東北部、密歇根上半島及蘇必略湖的皇家島，最南可以到達科羅拉多州。
駝鹿於1904年成功引入紐芬蘭島，現時已成為當地的最多的有蹄類，但在聖羅倫斯灣的安蒂科斯蒂島則未能成功。於1910年引入新西蘭峽灣的十隻駝鹿相信已經消失。不過在紐西蘭仍有人稱見過駝鹿，但真實情況仍有待考究。

## 特徵

### 鹿角
雄性駝鹿的鹿角是從頭顱骨中線兩側向橫伸出的圓柱樑，在很短的距離後分叉成耙子狀。角的底叉平向，可以是簡單的直叉，或是分支成兩或三叉。
在北西伯利亞的駝鹿亞種A. a. buturlini的鹿角後端分成三叉，並非平向。歐洲駝鹿的角則是分叉成闊掌形，底部有一大叉，邊緣有一些細小的叉子。斯堪的納維亞駝鹿的鹿角更為簡單，像東西伯利亞族群。美洲駝鹿的掌形鹿角比斯堪的納維亞駝鹿的更為明顯。駝鹿中最大的是阿拉斯加駝鹿，站立時高2米，鹿角闊1.8米。
雄性駝鹿在交配季節後會掉下鹿角，以保存能量過冬。新的鹿角會於春天再長出來，約需3-5個月才能完全長成，是世界上生長最快的動物器官。鹿角上有一層皮，當完全長成後就會脫下。
雄性駝鹿若被閹割，不論是因意外或化學方式，牠會快速的捨棄現有的鹿角，並長出一對不同形狀及終身不會脫落的鹿角。這對獨特的鹿角是因努伊特人及其他美洲原住民的神話及傳說源頭。

### 體型
成年駝鹿平均肩高1.5-1.8米。雄性重380-535公斤，而雌性則重270-360公斤。

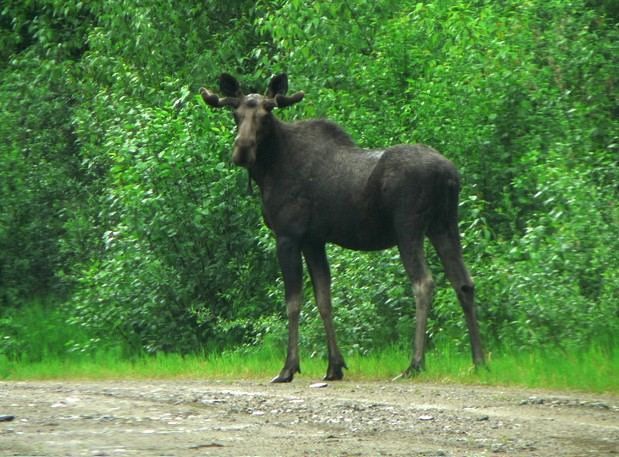
在不列顛哥倫比亞的駝鹿，只有細小的鹿角。
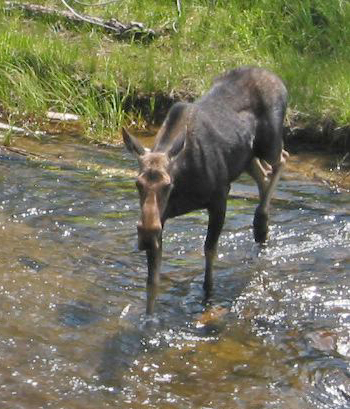
正在過河的駝鹿。
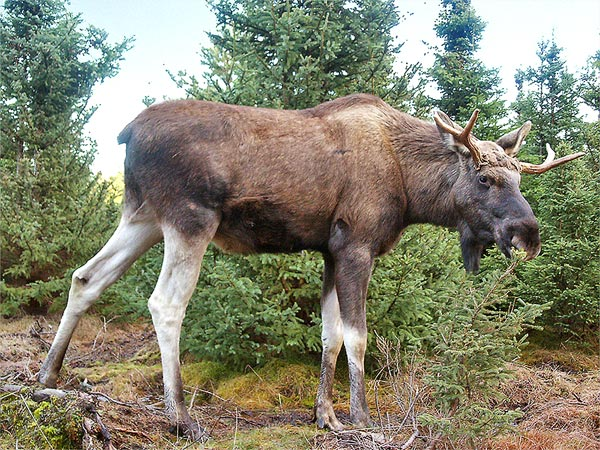
於瑞典的幼駝鹿。
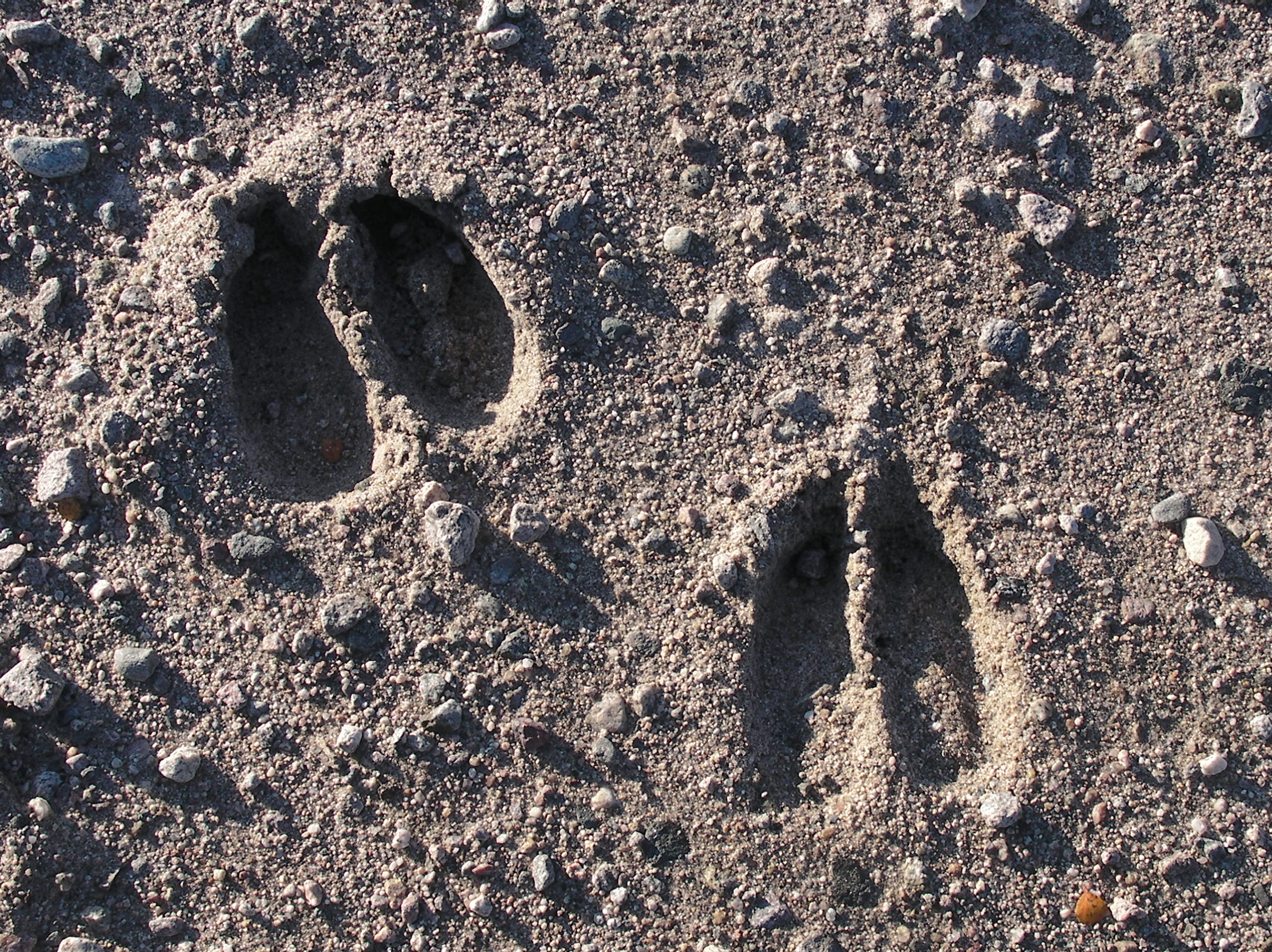
足印

## 天敵
少有敵人可以危害完全成長的駝鹿，但狼群的出現仍可能會造成危險，尤其是對雌性及幼鹿。東北虎及灰熊亦是會獵食駝鹿，但灰熊似乎會吃駝鹿的腐肉多於親自殺死駝鹿。
位於北美洲的西北海岸，鹿科動物(例如駝鹿)經常在海岸附近的島嶼間渡海游泳，以尋找食物，此時牠們容易遭到虎鯨的攻擊

## 食用肉
駝鹿在多國皆是可合法獵殺的獵物。駝鹿肉的味像嬌嫩的牛肉，但更有味，有時則像小牛肉。駝鹿肉與紅肉比較有相似的蛋白質水平，低脂肪，而脂肪基本是多元不飽和脂肪。
在芬兰驼鹿的肝脏和肾脏中镉含量较高，以至于芬兰法律规定一岁以上的驼鹿的肝脏和肾脏禁止供人食用。在所有驼鹿肉的食用者中均发现镉的摄入量偏高，尽管研究发现驼鹿肉的食用对镉的日摄入量仅有轻微的影响。但是食用驼鹿的肝脏和肾脏明显地会提高镉的摄入量，研究表明经常食用驼鹿内脏的人体中镉含量会接近可能对健康造成负面影响的安全值。

## 与人类的关系

### 历史
歐洲的岩石雕刻和石洞壁畫顯示，駝鹿在石器時代开始被人類捕獵。瑞典阿尔比發掘现场，公元前6000年前的木屋遗迹中發現了鹿角，顯示北歐早有人類獵鹿活動了。在斯堪的納維亞北部，亦曾發現用作捕鹿的陷阱。這些陷阱最大達4米長及7米闊，深2米，以樹枝及樹葉遮蓋偽裝。兩側徙斜及用木板圍封，避免駝鹿從中逃走。陷阱一般都是大量的，橫跨駝鹿出沒地方超過幾公里，另外亦有木圍欄來引駝鹿中伏。在挪威的陷阱可以追溯至公元前3700年。這種方法捕捉駝鹿非常有效，雖然挪威政府已於16世紀限制使用，但到了19世紀仍有使用這種方法。

### 交通意外

挪威的駝鹿出沒警示牌

駝鹿的身體結構在交通意外中，往往會造成駝鹿本身及駕駛者死亡。因為駝鹿在被車撞倒時，牠较细的四肢會被撞斷，沉重的身體會撞向擋風玻璃，從而對駕駛者有一定危險。當碰撞時，安全氣囊未必能像平時般彈出。在斯堪的納維亞的汽車測試中就有一項駝鹿測試。這項目是要測試汽車在高速下作出S轉向的性能，是為了要避開與駝鹿時仍能控制汽車。
在駝鹿出沒的地方會有駝鹿的警告牌，以提醒避免碰撞駝鹿。在瑞典、挪威及芬蘭的警告牌是呈三角形的，很多紀念品都會以此為圖案。於1990年代中期，瑞典就發行了三角形的駝鹿警告牌郵票。在加拿大新不伦瑞克，由於經常發生因駝鹿造成的交通意外，故在高速公路上已像瑞典、挪威及芬蘭般設置圍網，防止駝鹿的進入。

### 馴養
在第二次世界大戰前，蘇聯曾研究馴養駝鹿。於1949年就曾成立駝鹿牧場，飼養了少量的駝鹿，並就其行為特徵進行選育。自1963年，這項計劃在科斯特羅馬繼續進行，於2003年就有33匹馴養駝鹿。雖然這項計劃並非商業性，但都能從售賣駝鹿奶予參觀人士而獲得一些利潤。這項計劃的主要目的是對駝鹿的生理及行為的研究，並提供馴養動物的資料。

## 外部連結
- . ITIS. 2006  [18 March, 2006].
- Smithsonian National Museum of Natural Histoy species account-Moose （页面存档备份，存于）
- On moose in Massachusetts （页面存档备份，存于）
- Moose-vehicle collisions in Newfoundland & Labrador
- 駝鹿的图片 （页面存档备份，存于）